# نوشته‌های کودوکان
نوشته‌های کودوکان، کودوکان کیجوتسوگی (به ژاپنی: 弘道館記述義 こうどうかんきじゅつぎ)، این کتابی از فوجیتا توکو است که توضیحی سیستماتیک از مکتب میتو (میتوگاکو) ارائه می‌دهد.

## شرح
به دستورتوکوگاوا ناری‌آکی، ارباب قلمرو میتو که بنیان‌گذار کودوکان بود، ناری‌آکی در حالی که در انزوا زندگی می‌کرد، کودوکان-کی را شرح داد.
او اظهار داشت که مأموریت اربابان متوالی قلمرو میتو، کمک به توکوگاوا ایه‌یاسو، که مظهر جنبش سوننو جوئی بود، بود و مسئولیت سامورایی‌های قلمرو میتو را برای محافظت از این جنبش توضیح داد.
این کتاب در کنار شینرون اثر آیزاوا سیشیسای، نمونه‌ای بارز از نظریه سوننو جوئی است و تأثیر زیادی بر دنیای فکری دوره اصلاحات میجی داشت و ایده‌های میتوگاکو را نظام‌مند کرد. دو جلد از نسخه چاپی چوبی، یکی روی دیگری، بین سال‌های ۱۸۶۶ و ۱۸۶۷ منتشر شد و به عنوان کتاب درسی در چندین مدرسه قلمرو مورد استفاده قرار گرفت.